# Zumwalt Meadows Trail
 (mai 2021).
Pour les articles homonymes, voir Zumwalt.
Le Zumwalt Meadows Trail est un sentier de randonnée américain dans le comté de Fresno, en Californie. Protégée au sein du parc national de Kings Canyon, cette boucle d'environ 2,4 km entièrement située dans le Kings Canyon est classée National Recreation Trail depuis 1982.